# Гюнтёр, Вернер
Вернер Гюнтёр (Werner Günthör, р. 1 июня 1961 года, Утвиль, Швейцария) — бывший швейцарский легкоатлет, толкатель ядра. Участник трёх Олимпиад (1984, 1988, 1992). Трёхкратный чемпион мира (1987, 1991, 1993). Дважды обладатель лучшего результата сезона в толкании ядра (1991, 1993). Трижды признавался лучшим спортсменом Швейцарии (1986, 1987, 1991). Помимо толкания ядра занимался метанием диска, бобслеем. В настоящее время работает тренером.

## Личные достижения
- Толкание ядра — 22,75 м (23.08.88, Берн) — национальный рекорд, 5-й результат в мире
- Толкание ядра в помещении — 22,26 м (08.02.87, Маглинген)